# Stereotestet
Stereotestet var ett tidigare regelbundet återkommande inslag i Sveriges Radio som syftade till att radiolyssnarna skulle kunna kontrollera om deras högtalare var korrekt anslutna och inte återgav stereoljudet med fasfel, dvs att sladdarna i båda ändar anslöts korrekt till signal och jord (oftast rött och svart). Stereotestet bestod i huvudsak av att en röst talade och samtidigt angav varifrån rösten skulle komma, men innehöll även musikaliska ljud. Vid felaktig koppling, som ger upphov till fasfel, vilket fanns med som exempel, blir inte stereoeffekten tydlig då rösten kommer varken från vänster eller höger, utan "från en obestämd plats i rummet".
Inslaget har varit föremål för allehanda politiska parodier och skämt, bland annat byggda på frasen "min röst skall nu komma från en obestämd plats i rummet" som då syftade på dåvarande Folkpartiet och dess upplevt otydliga politik.

## Teknisk förklaring
Det är viktigt vid anslutning av högtalare att sladden från förstärkaren ansluts till samma kontakter på högtalaren. De två kontakterna brukar vara märkta med rött och svart (eller ibland vitt). Vid korrekt anslutning kommer högtalarkonen då röra sig i samma riktning som ljudvågen vid inspelningen. Om samma ljudsignal matas till två stereohögtalare där den ena är ansluten med omkastade ledare, kommer istället den felaktigt anslutna högtalarkonen att röra sig i motsatt och felaktig riktning. Vid stereoåtergivning orsakar en felaktig koppling att stereoeffekten blir otydlig eller uteblir. Vid låga frekvenser kan ljudet från en felaktigt inkopplad högtalare, som utsänder ljud i motfas, helt utsläcka vissa toner beroende på avstånd mellan högtalarna och avståndet till lyssnaren.